# Phytomyza aconitophila
Phytomyza aconitophila är en tvåvingeart som beskrevs av Friedrich Georg Hendel 1927. Phytomyza aconitophila ingår i släktet Phytomyza och familjen minerarflugor. Arten är reproducerande i Sverige. Inga underarter finns listade i Catalogue of Life.